# Lillesjön (Bottnaryds socken, Småland)
Lillesjön är en sjö i Jönköpings kommun i Småland och ingår i Nissans huvudavrinningsområde. Sjön är 5 meter djup, har en yta på 0,066 kvadratkilometer och är belägen 209,1 meter över havet. Sjön avvattnas åt väster av Pellarpabäcken. Öster om sjön ligger en motorbana.

## Galleri

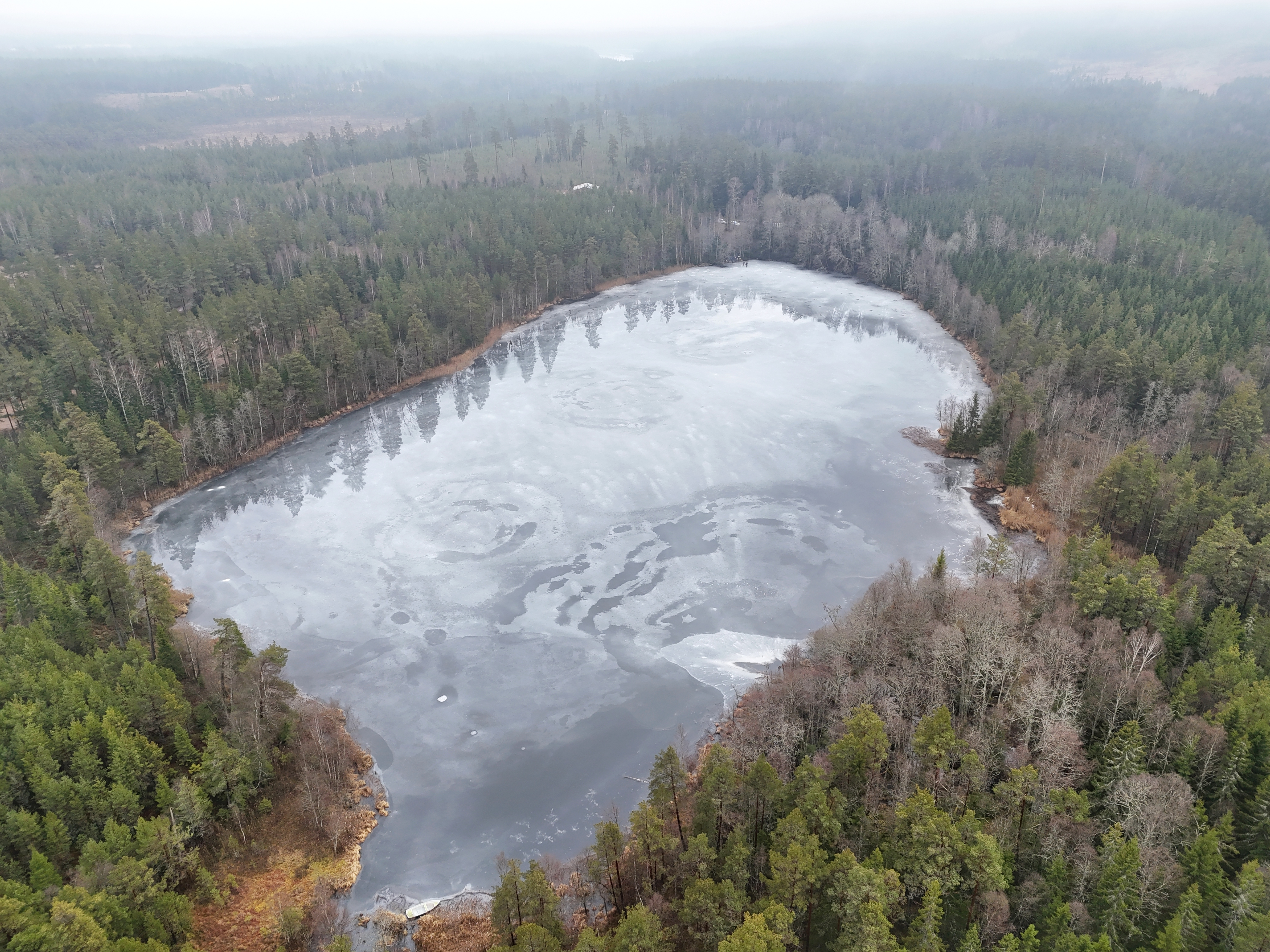